# Neoscopelus macrolepidotus
La linternilla de escamas grandes (Neoscopelus macrolepidotus), es una especie de pez marino de la familia de los neoscopélidos o linternillas.

## Anatomía
Su longitud máxima descrita es de 25 cm. Tanto en la aleta dorsal como en la aleta anal no tienen espinas y tienen alrededor de una docena de radios blandos; tanto los lados de la cabeza como el cuerpo son de un color rojo oscuro, con el vientre blanco plateado y las aletas de color rosa. Son bioluminiscentes, emitiendo luz por sus filas de fotóforos.

## Distribución y hábitat
Es un pez marino bati-pelágico de aguas profundas, no migrador, que habita en un rango de profundidad entre 300 y 1180 metros Se distribuye por todo el océano Atlántico, incluido el mar Caribe, así como por casi todo el océano Pacífico, entre los 55° de latitud norte y los 49° sur, y entre los 113° de longitud este y los 34° este.
Su hábitat es bentónico, encontrado en el talud continental tanto de continentes como de islas, donde no hay evidencia de que realice migraciones.